# Agrochola ochreata
Agrochola ochreata là một loài bướm đêm trong họ Noctuidae.